# Lista monarhilor Noii Zeelande
Aici sunt enumerați cei șapte monarhi care au domnit peste Noua Zeelandă — colonia britanică a Noii Zeelande din 1840, urmat de Dominion of New Zealand începând cu 1907 și, în cele din urmă, statul suveran actual al Noii Zeelande. Inițial, acești monarhi au domnit în dreptul lor ca suverani britanici.
Oficial, Charles al III-lea este regele Noii Zeelande și este reprezentat în țară de guvernatorul general al Noii Zeelande (funcție non-politică). Puterea politică este deținută de prim-ministru, care este conducătorul guvernului în Parlamentul Noii Zeelande, ales democratic.
| Portret | Nume de domnie Te reo (Naștere–Deces)            | Domnie            | Domnie            | Nume complet                                        | Consort                         | Casa                  |
| Portret | Nume de domnie Te reo (Naștere–Deces)            | Început           | Sfârșit           | Nume complet                                        | Consort                         | Casa                  |
| --- | ------------------------------------------------ | ----------------- | ----------------- | --------------------------------------------------- | ------------------------------- | --------------------- |
| | Victoria Wikitōria (1819–1901)                   | 21 mai 1840       | 22 ianuarie 1901  | Alexandrina Victoria                                | Albert of Saxe-Coburg and Gotha | Hanover               |
| Guvernatori: William Hobson, Robert FitzRoy, Sir George Grey, Thomas Gore Browne, Sir George Ferguson Bowen, Sir George Ferguson Bowen, Marquess of Normanby, Sir Hercules Robinson, Sir Arthur Hamilton-Gordon, Sir William Jervois, Earl of Onslow, Earl of Glasgow, Earl of Ranfurly                                                 | Victoria Wikitōria (1819–1901)                   |                   |                   |                                                     |                                 |                       |
| Premieri/Prim-miniștri: Henry Sewell, Sir William Fox, Sir Edward Stafford, Alfred Domett, Sir Frederick Whitaker, Sir Frederick Weld, George Waterhouse, Sir Julius Vogel, Daniel Pollen, Sir Harry Atkinson, Sir George Grey, Sir John Hall, Sir Robert Stout, John Ballance, Richard Seddon                                          | Victoria Wikitōria (1819–1901)                   |                   |                   |                                                     |                                 |                       |
| | Eduard al VII-lea Eruera te Tuawhitu (1841–1910) | 22 ianuarie 1901  | 6 mai 1910        | Albert Edward                                       | Alexandra of Denmark            | Saxe-Coburg and Gotha |
| Guvernatori: Earl of Ranfurly, Lord Plunket | Eduard al VII-lea Eruera te Tuawhitu (1841–1910) |                   |                   |                                                     |                                 |                       |
| Prim-miniștri: Richard Seddon, Sir William Hall-Jones, Sir Joseph Ward | Eduard al VII-lea Eruera te Tuawhitu (1841–1910) |                   |                   |                                                     |                                 |                       |
| | George al V-lea Hōri te Tuarima (1865–1936)      | 6 mai 1910        | 20 ianuarie 1936  | George Frederick Ernest Albert                      | Mary of Teck                    | Windsor               |
| Guvernatori: Lord Plunket, Lord Islington, Earl of Liverpool, Viscount Jellicoe, Sir Charles Fergusson, Lord Bledisloe, Viscount Galway | George al V-lea Hōri te Tuarima (1865–1936)      |                   |                   |                                                     |                                 |                       |
| Prim-miniștri: Sir Joseph Ward, Sir Thomas Mackenzie, William Massey, Sir Francis Bell, Gordon Coates, George Forbes, Michael Joseph Savage | George al V-lea Hōri te Tuarima (1865–1936)      |                   |                   |                                                     |                                 |                       |
| | Eduard al VIII-lea Eruera te Tuawaru (1894–1972) | 20 ianuarie 1936  | 11 decembrie 1936 | Edward Albert Christian George Andrew Patrick David | Nu a avut                       | Windsor               |
| Guvernatori: Viscount Galway | Eduard al VIII-lea Eruera te Tuawaru (1894–1972) |                   |                   |                                                     |                                 |                       |
| Prim-ministru: Michael Joseph Savage | Eduard al VIII-lea Eruera te Tuawaru (1894–1972) |                   |                   |                                                     |                                 |                       |
| | George al VI-lea Hōri te Tuaono (1895–1952)      | 11 decembrie 1936 | 6 februarie 1952  | Albert Frederick Arthur George                      | Elizabeth Bowes-Lyon            | Windsor               |
| Guvernatori: Viscount Galway, Sir Cyril Newall, Lord Freyberg | George al VI-lea Hōri te Tuaono (1895–1952)      |                   |                   |                                                     |                                 |                       |
| Prim-miniștri: Michael Joseph Savage, Peter Fraser, Sir Sidney Holland | George al VI-lea Hōri te Tuaono (1895–1952)      |                   |                   |                                                     |                                 |                       |
| | Elisabeta a II-a Irihāpeti te Tuarua (1926–2022) | 6 februarie 1952  | 8 septembrie 2022 | Elizabeth Alexandra Mary                            | Philip Mountbatten              | Windsor               |
| Guvernatori: Lord Freyberg, Sir Willoughby Norrie, Viscount Cobham, Sir Bernard Fergusson, Sir Arthur Porritt, Sir Denis Blundell, Sir Keith Holyoake, Sir David Beattie, Sir Paul Reeves, Dame Catherine Tizard, Sir Michael Boys, Dame Silvia Cartwright, Sir Anand Satyanand, Sir Jerry Mateparae, Dame Patsy Reddy, Dame Cindy Kiro | Elisabeta a II-a Irihāpeti te Tuarua (1926–2022) |                   |                   |                                                     |                                 |                       |
| Prim-miniștri: Sir Sidney Holland, Sir Keith Holyoake, Sir Walter Nash, Sir Jack Marshall, Norman Kirk, Sir Bill Rowling, Sir Robert Muldoon, David Lange, Sir Geoffrey Palmer, Mike Moore, Jim Bolger, Dame Jenny Shipley, Helen Clark, Sir John Key, Sir Bill English, Dame Jacinda Ardern                                            | Elisabeta a II-a Irihāpeti te Tuarua (1926–2022) |                   |                   |                                                     |                                 |                       |
| | Charles al III-lea Tiāre te Tuatoru (born 1948)  | 8 septembrie 2022 | prezent           | Charles Philip Arthur George                        | Camilla Shand                   | Windsor               |
| Guvernatori: Dame Cindy Kiro | Charles al III-lea Tiāre te Tuatoru (born 1948)  |                   |                   |                                                     |                                 |                       |
| Prim-miniștri: Dame Jacinda Ardern, Chris Hipkins, Christopher Luxon | Charles al III-lea Tiāre te Tuatoru (born 1948)  |                   |                   |                                                     |                                 |                       |